# 土们岭街道
土们岭街道，是中华人民共和国吉林省长春市九台区下辖的一个乡镇级行政单位。2015年9月，由原土们岭镇改制而来。

## 行政区划
土们岭街道下辖以下地区：
土们岭社区、李家村、马鞍山村、丁家村、尤家村、南苇村、土们岭村、民主村、二道沟村、小二道沟村、荒山村、半拉山子村、石龙村、南林子村、大屯村、罗群村和山咀村。